# Live in Marciac (album de Biréli Lagrène)
Cet article concerne l'album de Biréli Lagrène. Pour l'album de Brad Mehldau, voir Live in Marciac.
Live In Marciac est un disque en trio du guitariste de jazz Biréli Lagrène, enregistré lors d'un concert au festival Jazz in Marciac. Le répertoire est principalement constitué de standards de jazz, faisant ainsi écho au précédent disque de Biréli Lagrène, Standards.

## Titres
| No  | Titre                           | Musique                                        | Durée |
| --- | ------------------------------- | ---------------------------------------------- | ----- |
| 1.  | Softly, As in a Morning Sunrise | Oscar Hammerstein II, Sigmund Romberg          | 10:33 |
| 2.  | Days of Wine and Roses          | Johnny Mercer, Henry Mancini                   | 6:33  |
| 3.  | Donna Lee                       | Miles Davis                                    | 5:57  |
| 4.  | Smile                           | John Turner, Geoffray Parsons, Charles Chaplin | 7:22  |
| 5.  | Autumn Leaves                   | Jacques Prévert, Joseph Kosma                  | 8:43  |
| 6.  | Nuages                          | Django Reinhardt                               | 4:11  |
| 7.  | C'est si bon                    | Henri Betti                                    | 9:41  |
| 8.  | Blues Walk                      | Biréli Lagrène                                 | 5:47  |
| 9.  | Stella by Starlight             | Ned Washington, Victor Young                   | 8:03  |
| 10. | I Got Rhythm                    | Georges & Ira Gershwin                         | 5:28  |

## Musiciens
- Biréli Lagrène : guitare
- André Ceccarelli : batterie
- Chris Minh Doky : contrebasse